# Mustijoki (vattendrag i Lappland, lat 66,48, long 25,25)
Mustijoki är ett vattendrag i Finland.   Det ligger i landskapet Lappland, i den norra delen av landet, 700 km norr om huvudstaden Helsingfors.